# Die Rache der Pharaonen (1925)
Die Rache der Pharaonen ist ein 1924 gedrehter, österreichischer Abenteuerfilm von Hans Theyer.

## Handlung
Ägypten, zu Beginn des 20. Jahrhunderts. Der britische Ägyptologe Lord Spencer hat sich mit seinem kleinen Trupp vor Ort eingefunden, um bei Königsgräbern archäologische Grabungen vorzunehmen. Bald kommt es zu starken Differenzen mit nationalistischen, einheimischen Kreisen. Sie werden von Hussein Kemal angeführt, der die Fremden als Eindringlinge und Kulturräuber ansieht. Seine Partei hat sich schon seit langem geschworen, die „fremden Teufel“ und „europäischen Diebe“ aus dem Land zu werfen. 
Im Kampf gegen die Briten sind ihm auch drastische Mittel recht. Kemal übergibt der ihm hörigen Einheimischen Leila eine Phiole mit Gift, damit diese ein paar Tropfen in Lord Spencers Whisky schütte. Spencers Mitarbeiter George Harrison kann jedoch den Mordanschlag im letzten Moment verhindern; bei dem anschließenden Kampf stirbt Leila. Zum guten Ende werden Harrison und Lord Spencers Tochter Gladys ein Paar.

## Produktionsnotizen
Die Rache der Pharaonen wurde am 16. Jänner 1925 in Wien uraufgeführt. Der fünfaktige Film besaß eine Länge von etwa 2300 Metern und wurde mit Jugendverbot belegt.
Für den jungen Nachwuchsschauspieler Gustav Diessl, der hier den schurkischen Hussein Kemal verkörpert, war dies sein vorerst letzter österreichischer Film. Noch im Uraufführungsjahr 1925 übersiedelte Diessl nach Berlin. Hans Rouc schuf die Filmbauten.
In Deutschland lief der Film erst 1928 nach mehreren Schnittauflagen an. Er hatte hier den Titel Im Banne des Blutes.

## Kritik
Wiens Neue Freie Presse berichtete in ihrer Ausgabe vom 20. Januar 1925: „„Die Rache der Pharaonen“ darf, zumindest im Hinblick auf die Pracht der Bilder und ihren instruktiven Wert, als durchaus anerkennenswerte Leistung angesprochen werden. Kairo, die Wüsten, die Pyramiden, Luxor, die Memnonssäulen und die Sphinx, das Tal der Könige und der Weg in eine jahrtausendealte Vergangenheit, den der Spaten der vom Fieber des Entdeckens durchglühten Forscher sich bahnt a-- all dies vermittelt Eindrücke von grandioser Intensität, Eindrücke, für die dem Film und seinen Erzeugern Dank gebührt. (…) Die geschmackvolle Regie Hans Theyers, aber auch die Darstellung verdient alles Lob.“
In Paimann’s Filmlisten, wo der Film fälschlicherweise unter dem Titel Die Rache des Pharao angekündigt wird, ist folgendes zu lesen: „Das Sujet ist durch die vor nicht allzu langer Zeit durch die Presse gegangenen Nachrichten über die Ausgrabung der ägyptischen Königsgräber eines gewissen Interesses sicher, wie auch im übrigen recht spannend. Die Darstellung ist gut, Gustav Dissl (sic!), obwohl eine Neuerscheinung, so doch bemerkenswert. Die Aufmachung ist, besonders in der historischen Nebenhandlung, großzügig und gelungen., die Photos auf gewohnter Höhe.“